# Daesan-myeon, Namwon
Daesan-myeon (koreanska: 대산면) är en socken i den södra delen av Sydkorea. Den ligger i kommunen Namwon i provinsen Norra Jeolla, 240 km söder om huvudstaden Seoul.